# Sibylla dives
Sibylla dives är en bönsyrseart som beskrevs av Giglio-tos 1915. Sibylla dives ingår i släktet Sibylla och familjen Sibyllidae. Inga underarter finns listade i Catalogue of Life.